# 替诺洛尔
替诺洛尔是一种含氮有机化合物，化学式C
21H
28N
2O
5S，能作为β受体阻滞剂。